# Oswald Szemerényi
Oswald John Louis Szemerényi (Londra, 7 settembre 1913 – Friburgo in Brisgovia, 29 dicembre 1996) è stato un glottologo e linguista ungherese, che si occupò principalmente di indoeuropeistica e di linguistica comparativa.

## Biografia
Educato in Ungheria presso il college Eötvös, studiò poi presso le università di Heidelberg e di Berlino. Nel 1942 fu nominato docente universitario di greco antico all'università di Budapest; due anni più tardi, nel 1944, ricevette l'abilitazione con una tesi sulle lingue balto-slave e nel 1947 divenne docente di linguistica comparativa indoeuropea a Budapest. Tornò in Inghilterra l'anno seguente (1948) per lavorare presso il Bedford College di Londra fino al 1960.
Dal 1965 al 1981 fu professore di linguistica all'università di Friburgo in Brisgovia, dove fondò il Circolo di linguistica di Friburgo, influenzato dal Circolo di Budenz, fondato da Josef Budenz - l'iniziatore degli studi sulle lingue ugrofinniche.
I suoi estesi studi nell'ambito della linguistica storica indeuropea lo condussero a formulare diverse teorie originali, e in particolare alcuni suoi studi sull'apofonia (per la precisione l'origine del "grado allungato", da lui visto come esito di un allungamento di compenso per lo scempiamento di una consonante) sono noti come "legge di Szemerényi".

## Opere
- 1960, Studi sul sistema dei numerali indoeuropeo, Heidelberg
- 1964, Sincope nel Greco e nell'indoeuropeo e la natura dell'accento indoeuropeo, Napoli
- 1970, Einführung in die vergleichende Sprachwissenschaft, Darmstadt
  - 1985, Introduzione alla linguistica indeuropea, edizione italiana interamente riveduta e aggiornata dall'Autore, a cura di G. Boccali, V. Brugnatelli, M. Negri, Milano, Unicopli - ISBN 88-400-0008-9
  - 1989, terza edizione edizione completamente riveduta
  - 1996, Introduction to Indo-European Linguistics, Oxford
- Richtungen der modernen Sprachwissenschaft
  - 1971, Teil I: Von Saussure bis Bloomfield, 1916-1950, Heidelberg
  - 1982, Teil II: Die fünfziger Jahre, 1950-1960, Heidelberg
- 1972, Linguistica comparativa (tendenze attuali della linguistica)
- 1977, Studi sui termini di parentela delle lingue indoeuropee, Leiden
- 1980, Quattro antichi etnonimi iranici: Scythian - Skudra - Sogdian - Saka, Vienna
- Scripta Minora: saggio selezionato sull'indoeuropeo, il greco ed il latino, edito da Patrick Considine e James T. Hooker, Innsbruck,
  - 1987, Vol. I: Indoeuropeo
  - 1987, Vol. II: Latino
  - 1987, Vol. III: Greco
  - 1991, Vol. IV: Lingue indoeuropee oltre al latino ed al greco
- 1989, An den Quellen des lateinischen Wortschatzes, Innsbruck